# 芒特宰恩 (密蘇里州)
芒特宰恩（英語：Mount Zion）是位於美國密蘇里州亨利縣的非建制地區。

## 歷史
芒特宰恩的郵局於1873年設立，其後於1910年停運。

## 地理
芒特宰恩所處的海拔為高於海平面265米（即869英呎），而該地所採用的時區為UTC-6，即北美中部時區（CST）。同時該地設有夏令時間，為UTC-6調快一小時，即UTC-5（CDT）。